# Slovan Liberec
Football Club Slovan Liberec – czeski klub piłkarski z siedzibą w Libercu, założony 12 lipca 1958, od sezonu 1993/94 występujący w czeskiej ekstraklasie. Domowe mecze drużyna rozgrywa na Stadionie u Nisy w Libercu.

## Osiągnięcia[1]
- Mistrz Czech (3x):
  - 2001/02, 2005/06, 2011/12
- Puchar Czech: 
  - zdobywca (2x) – 1999/00, 2014/15
  - finalista (3x) – 1998/99, 2007/08, 2019/20
- Superpuchar Czech:
  - finalista – 2011/12, 2014/15
- Europejskie puchary:
  - finalista Pucharu Intertoto – 2004
  - ćwierćfinalista Pucharu UEFA – 2001/02

## Historia
W 1958 r. podjęto decyzję o zakończeniu działalności dwóch libereckich klubów – Jiskry (zał. w 1922 r.) oraz Slavoja (zał. w 1949 r.), a 12 lipca 1958 w wyniku ich połączenia utworzono Slovana Liberec, który miał aspirację do walki o najważniejsze trofea w lidze czechosłowackiej. Drużyna rozpoczęła rozgrywki od II ligi.

### Nazwy klubu
- 1958 — TJ Slovan Liberec (Tělovýchovná jednota Slovan Liberec)
- 1980 — TJ Slovan Elitex Liberec (Tělovýchovná jednota Slovan Elitex Liberec)
- 1993 — FC Slovan Liberec (Football Club Slovan Liberec)
- 1993 — FC Slovan WSK Liberec (Football Club Slovan Wimpey-Severokámen Liberec, a.s.)
- 1994 — FC Slovan WSK Vratislav Liberec (Football Club Slovan Wimpey-Severokámen Vratislav Liberec, a.s.)
- 1995 — FC Slovan Liberec (Football Club Slovan Liberec, a.s.)

## Skład w sezonie2022/2023[3]
| Nr | Poz. | Piłkarz                                          |
| -- | ---- | ------------------------------------------------ |
| 32 | BR   | Lukáš Pešl                                       |
| 31 | BR   | Jan Stejskal (wypożyczony z Slavia Praga)        |
| 1  | BR   | Olivier Vliegen                                  |
| 24 | OB   | Michal Fukala                                    |
| 23 | OB   | Theodor Gebre Selassie (kapitan)                 |
| 3  | OB   | Jan Mikula                                       |
| 2  | OB   | Dominik Plechaty (wypożyczony z AC Sparta Praga) |
| 33 | OB   | Marios Pourzitidis                               |
| 30 | OB   | Filip Prebsl (wypożyczony z Slavia Praga)        |
| 20 | OB   | Dominik Preisler                                 |
| 4  | OB   | Maksym Taloverov (wypożyczony z Slavia Praga)    |
| 8  | PO   | Lukáš Červ                                       |
| 15 | PO   | Mohamed Doumbia                                  |

| Nr | Poz. | Piłkarz                                      |
| -- | ---- | -------------------------------------------- |
| 11 | PO   | Christian Frýdek                             |
| 25 | PO   | Ahmad Ghali                                  |
| 29 | PO   | Kamso Mara                                   |
| 17 | PO   | Jan Matoušek (wypożyczony z Slavia Praga)    |
| 10 | PO   | Karol Mészáros                               |
| 22 | PO   | Tomáš Polyák                                 |
| 6  | PO   | Ivan Varfolomejev                            |
| 5  | PO   | Denis Višinský                               |
| 9  | NA   | Matyáš Kozák (wypożyczony z AC Sparta Praga) |
| 7  | NA   | Michael Rabušic                              |
| 19 | NA   | Imad Rondić                                  |
| 14 | NA   | Mick van Buren (wypożyczony z Slavia Praga)  |

Aktualne na dzień: 25.08.2022